# Eulachnesia humeralis
Eulachnesia humeralis är en skalbaggsart som först beskrevs av Fabricius 1801.  Eulachnesia humeralis ingår i släktet Eulachnesia och familjen långhorningar. Inga underarter finns listade i Catalogue of Life.